# یوسوکه سودو
یوسوکه سودو (انگلیسی: Yusuke Sudo؛ زادهٔ ۷ مهٔ ۱۹۸۶) بازیکن فوتبال اهل ژاپن است.
از باشگاه‌هایی که در آن بازی کرده‌است می‌توان به باشگاه فوتبال یوکوهاما، باشگاه فوتبال ماتسوموتو یاماگا، و باشگاه فوتبال ناگویا گرامپوس اشاره کرد.